# Lisa Maria Potthoff
Lisa Maria Potthoff (n. 25 iulie 1978 în Berlin) este o actriță germană.
Lisa Maria s-a născut în Berlin, dar și-a petrecut copilăria în München unde a studiat dramaturgia. Încă în perioada studiului va juca diferite roluri în seriale TV ca Polizeiruf 110 și SOKO 5113. Roluri principale va juca în filmele televizate: Bittere Unschuld, Holstein Lovers Ein Weihnachtsmärchen, Sommerwind, Eva Blond, Der Tod ist kein Beweis și Die Tochter des Kommissars. În ultimii ani joacă rolul principal în filmele cinematografice: Braut Sophie, Die Bluthochzeit, Soloalbum, sau Männer wie wir.

## Filmografie selectată
- 2001: Die Tochter des Kommissars
- 2001: Polizeiruf 110 - Bei Klingelzeichen Mord
- 2002: Eva Blond - Das Buch der Beleidigungen
- 2002: Der Tod ist kein Beweis
- 2003: Soloalbum
- 2003: Tatort - Hexentanz
- 2004: Nocturne
- 2004: Männer wie wir
- 2005: Tatort - Tod auf der Walz
- 2005: Die Bluthochzeit
- 2006: Mozart – Ich hätte München Ehre gemacht
- 2007: Schwere Jungs
- 2007: Tatort - Bienzle und sein schwerster Fall
- 2007: Kahlschlag
- 2007: Stellungswechsel
- 2007: Pornorama
- 2008: Hardcover
- 2008: Die Geschichte vom Brandner Kaspar
- 2008: Totsünde
- 2009: Tatort - Bittere Trauben
- 2010: Hinter blinden Fenstern
- 2010: Wolfsfährte